# BV-4242
La BV-4242 és una carretera del Berguedà que discorre íntegrament pel terme municipal de Berga. La B correspon a la demarcació de Barcelona, cosa que indica la seva antiga pertinença a la Diputació de Barcelona. Actualment pertany a la Generalitat de Catalunya, i la V a l'antiga xarxa de carreteres veïnals.
Té l'origen en el punt quilomètric 1,8 de la carretera BV-4241, des d'on surt cap al nord-est per, fent moltes giragonses, enfilar-se cap a la muntanya que hi ha al nord d'aquesta cruïlla, on es troba el Santuari de la Mare de Déu de Queralt, on arriba fent volta pel costat nord, en 4 quilòmetres i mig. Abans d'arribar-hi, però, al punt quilomètric 1,7, es troba l'arrencada cap a l'oest, després cap al nord-oest, de la carretera BV-4243. En aquest curt recorregut s'enfila 303,8 metres.